# Ngomebley
Ngomebley (ou Ngomenblei) est une localité du Cameroun située dans l'arrondissement de Meri, le département du Diamaré et la région de l’Extrême-Nord. Elle fait partie du canton de Douroum.

## Population
En 1974, la localité comptait 228 habitants, des Moufou.
Lors du dernier recensement de 2005, on y a dénombré 689 habitants, soit 315 hommes (45,72%) pour 374 femmes (54,28 %). 

## Initiatives de développement
Le nom du village Ngomebley n’est pas mentionné dans le plan de développement communal de l’Arrondissement de Méri.